# Christian Batliner
Christian Batliner (* 7. September 1968 in Chur) ist ein liechtensteinischer Rechtsanwalt und Politiker.

## Biografie
Batliner studierte an der Universität Freiburg Rechtswissenschaften und schloss sein Studium 1994 mit einem Lizenziat der Rechtswissenschaft ab. Danach besuchte er die Universität Innsbruck und machte dort 1999 seinen Doktorat. Im selben Jahr erfolgte seine Rechtsanwaltsprüfung. An der Universität St. Gallen absolvierte er ein Nachdiplomstudium zu europäischem und internationalem Wirtschaftsrecht, das er 2001 mit einem Master of Law and Business abschloss.
Seit 2000 ist Batliner als selbstständiger Rechtsanwalt tätig. 2002 erfolgte der Zusammenschluss zur Anwaltssozietät Batliner Wanger Batliner Rechtsanwälte, die ihren Sitz in Vaduz hat. Als einfache Gesellschaft gegründet, erfolgte 2008 die Umwandlung in eine Aktiengesellschaft. Darüber hinaus war Batliner von 2001 bis 2009 Richter am Verwaltungsgerichtshof und von 2006 bis 2009 Mitglied in der Prüfungskommission für Rechtsanwälte.
Im Februar 2009 wurde Batliner erstmals für die Fortschrittliche Bürgerpartei in den Landtag des Fürstentums Liechtenstein gewählt. Dort gehörte er als Abgeordneter der Geschäftsprüfungskommission an und hatte auch deren Vorsitz inne. Im Februar 2013 erfolgte seine Wiederwahl. Im neuen Landtag ist er Mitglied der EWR-Kommission und hat auch deren Vorsitz inne. Bei der Landtagswahl 2017 trat er nicht an.
Am 14. August 2020 ging Batliner die Ehe mit Claudia Näscher (* 8. Oktober 1974) ein. Aus der Ehe gingen zwei Kinder hervor.